# Carola Rackete
Carola Rackete (Preetz, 8 de mayo de 1988) es una capitana de barco alemana que ha trabajado para la organización alemana de rescate marítimo Sea-Watch. A principios de 2020 formaba parte de la tripulación del barco Arctic Sunrise, de la organización Greenpeace, que recorría la Antártida.

## Biografía

### Formación y compromiso
Antes de dedicarse a salvar vidas en el Mediterráneo estudió conservación medioambiental y se embarcó en un rompehielos en el Ártico. El cambio de actividad lo explicó ella misma a un diario italiano: «Mi vida ha sido fácil, he podido frecuentar tres universidades, me gradué con 23 años. Soy blanca, alemana, nacida en un país rico y con el pasaporte correcto. Cuando me di cuenta, sentí la obligación moral de ayudar a quien no tenía las mismas oportunidades que yo».

### Detención
Se convirtió en una persona muy conocida en junio de 2019 cuando el barco Sea Watch 3 que ella capitaneaba rescató a unos 50 emigrantes que iban a la deriva en alta mar frente a las costas de Libia e intentó llevarlos a un puerto seguro en Italia. El gobierno italiano, con el ministro del Interior Matteo Salvini al frente, le denegó el acceso, pero después de dos semanas de espera Rackete decidió atracar sin permiso en la isla de Lampedusa en la madrugada del 29 de junio.
Fue detenida inmediatamente por las autoridades italianas acusada de los delitos de resistencia y violencia contra un buque de guerra —durante la maniobra de atraque chocó contra una patrullera de la Guardia de Finanza que intentó frenarla—, que pueden conllevar penas de entre tres y diez años de prisión. Rackete, antes de atracar sin permiso, ya estaba siendo investigada por la fiscalía de la ciudad de Agrigento (Sicilia) por presuntamente favorecer la inmigración ilegal y también por haber entrado en aguas territoriales italianas sin el permiso del Estado. Las autoridades italianas se llevaron a los 40 migrantes que seguían a bordo —después de que algunos de ellos fueran ya evacuados por razones médicas— en furgones para ser distribuidos por cinco países europeos que estaban dispuestos a acogerlos.
Rackete fue puesta en libertad el 2 de julio por la juez Alessandra Vala, según la cual la activista alemana estaba cumpliendo «un deber» y «el deber de socorro no termina en el mero embarque a bordo de náufragos, sino en su conducción a un puerto seguro».

## Galardones
El 10 de septiembre de 2019 recibió la Medalla de Honor del Parlamento de Cataluña.